# Clinique César De Paepe
La Clinique César De Paepe est un établissement hospitalier de Bruxelles qui fait partie depuis 2015 du Centre hospitalier universitaire de Bruxelles. Elle est située au n° 11-13 de la rue des Alexiens à Bruxelles.

Clinique mutualiste socialiste, elle porte le nom de César De Paepe en référence au médecin et homme politique belge. Elle fut construite sous l'égide de l'architecte Fernand Brunfaut en 1923. Elle se situait alors aux n° 54-56 de la rue Philippe de Champagne à Bruxelles. Les locaux d'origine sont constitués de l'aménagement d'une maison du troisième quart du XIXe siècle et d'un immeuble situé à l'arrière, construit en 1912-1914. Ces locaux sont abandonnés au profit de ceux des hospices réunis, situés entre les rues voisines d'Accolay, du Poinçon et des Alexiens.
En 1998, l'hôpital était fusionné à l'Hôpital Français dans le centre hospitalier François Rabelais, dans le but d'optimaliser les services existants des deux institutions. Au début de l'année 2002, une partie des activités hospitalières comme la pédiatrie et les soins intensifs est transférée depuis la clinique César de Paepe vers l'Hôpital Français. Le but est du recentrage des activités est d'adapter le budget de fonctionnement du centre hospitalier aux financements reçus. Parallèlement, les services de gériatrie et de psychiatrie, ainsi que l'activité chirurgicale de jour sont développés.

Le 1er avril 2006,, la Clinique César De Paepe intégrait le CHU Saint-Pierre à la suite de la signature d'une convention-cadre le 19 octobre 2005 entre la Ville et le CPAS de Bruxelles, l'Université libre de Bruxelles, le réseau hospitalier IRIS et l'hôpital universitaire Erasme. Pour ce faire, l'asbl Hôpital français-César De Paepe a cédé les actifs de l'hôpital César De Paepe au CHU Saint-Pierre pour un montant de deux millions d'euros.